# آرامگاه و مسجد سیدحمزه و مقبرةالشعرا
آرامگاه و مسجد سیدحمزه و مقبرةالشعرا مربوط به دوران صفوی و قاجار است و در تبریز، خیابان ثقةالاسلام، جنب مقبرةالشعرا واقع شده است. این اثر در تاریخ ۲۸ مرداد ۱۳۴۸ با شمارهٔ ثبت ۸۸۱ به‌عنوان یکی از آثار ملی ایران به ثبت رسیده است.